# Friedrich Olbricht
Friedrich Olbricht, nemški general, * 4. oktober 1888, † 21. julij 1944.

## Življenjepis
Po končani maturi na gimnaziji v Bautznu je leta 1907 vstopil v armado kraljevine Saške kot fahnenjunker. V letih 1914−1918 je sodeloval v prvi svetovni vojni in bil leta 1919 kot stotnik sprejet v Reichswehr.
Od leta 1926 je deloval na obrambnem ministrstvu v oddelku Tuje vojske kjer so spremljali in zbirali informacije o vojskah drugih držav.
Leta 1933 je postal načelnik štaba 4. divizije v Dresdenu.
Leta 1935 je postal načelnik štaba IV. armadnega korpusa v Dresdenu, leta 1938 pa je prevzel vodenje 24. pehotne divizije.
Na začetku druge svetovne vojne leta 1939 je s svojo divizijo sodeloval v napadu na Poljsko, in bil za svoje zasluge odlikovan z viteškim križcem železnega križa.
Petnajstega februarja 1940 je sledilo napredovanje v čin generala pehote.
Spadal je v krog zarotnikov, ki so načrtovali in izvedli atentat na Hitlerja 20. julija 1944. Zaradi spodletelega atentata je bil v noči iz 20. na 21. julij na dvorišču Bendlerblocka v Berlinu skupaj z nekaterimi ostalimi zarotniki na ukaz generalpolkovnika Fromma ustreljen.